# Dolgarrog
Dolgarrog – wieś w hrabstwie Conwy w północnej Walii, położone między Llanrwst i Conwy, blisko rzeki Conwy.
Miejscowość jest znana z bogatej historii przemysłu i katastrofy zapory Eigiau, która miała miejsce w 1925 roku. Wieś posiada stację kolejową.